# Bystré jazierko
Bystré jazierko je přírodní památka v katastrálním území obce Tešedíkovo v okrese Šaľa v Nitranském kraji na Slovensku. Území bylo vyhlášeno v roce 1973 a jeho rozloha je dva hektary. Předmětem ochrany je mrtvé rameno Váhu se zachovalými znaky agradačního valu tvořeného navátými kvartérními sedimenty.